# Johann Gutlich
Johann Margaretha Gutlich (Roterdão, 29 de agosto de 1920 — São Paulo, 11 de setembro de 2000) foi um pintor holandês.
Estudou na academia de artes e ciências técnicas de Roterdão e com o pintor Henk Chabot. Expôs no Museu Boymans van Beunningen, em Rotterdam e na Galeria Van Lier, em Amsterdam. Atuou na resistência e em movimentos culturais durante a segunda guerra mundial, refugiando-se na província da Frísia no período final do conflito. Serviu como sargento no exército canadense de libertação, na qualidade de intérprete.
Após a guerra, desiludido seguiu como andarilho em direção ao Marrocos, de onde retornou juntou a uma caravana de ciganos.
Imigrou para o Brasil em 1953 a convite da comitiva brasileira presente em Amsterdam para o congresso internacional de história da arte em 1952.
No Brasil expôs duas vezes no Museu de Arte Moderna, na galeria Louvre e na Bienal de São Paulo.
Morou de 1961 a 1999 no Vale do Paraíba, em São José dos Campos, onde criou e dirigiu  de 1962 a 1970 a Faculdade de Belas Artes.
Sua obra pode ser dividida em duas grandes fases: a de expressionismo figurativo, da década de 1930 a 1969; e expressionismo abstrato, de 1969 a 2000.

## Críticas
"Dentro do expressionismo, múltiplas são as tendências. Há um expressionismo caracteristicamente alemão, como há um expressionismo francês, menos doloroso e mais místico, ou um expressionismo suíço, voltado para o monumental. Na I Bienal do Museu de Arte Moderna de São Paulo tivemos, com as obras de Permeke, uma amostra do expressionismo flamengo que se poderia classificar como telúrico, tão ligado se acha à terra pastosa e fecunda dessa região da Holanda e da Bélgica que nos deu pintores exuberantes, gravadores e poetas de força e audácia. Nessa mesma tradição se coloca a arte de Johann Gutlich (...) Sua pintura alia o amor as formas possantes à sensualidade pesada, do colorido, tudo numa intenção por assim dizer simbólica de afirmação humana e cósmica. Seu expressionismo não tem por fim a exaltação mística nem a crítica social. Aspira apenas exprimir a vida no seu complexo de alegria e luta, tenacidade na conquista da terra, no domínio do mar, na resistência aos fenômenos da natureza. É a pintura de um homem solidamente fincado no solo, braços abertos para o seu mundo".
EXPRESSIONISMO no Brasil: heranças e afinidades. São Paulo: Fundação Bienal de São Paulo, 1985.

## Exposições
1943 - Roterdã (Holanda) - Individual, no Museu Boymans
1944 - Roterdã (Holanda) - Individual, no Museu Boymans
1949 - Amersfoort (Holanda) - Individual
1949 - Amsterdã (Holanda) - Individual
1952 - Amsterdã (Holanda) - Individual, na Galeria Van Lier
1953 - São Paulo SP - Individual, no MAM/SP
1957 - São Paulo SP - Individual, no MAM/SP
1962 - São Paulo SP - Individual, na Galeria Astréia
1985 - São Paulo SP - 18ª Bienal Internacional de São Paulo - Sala Especial Expressionismo no Brasil - Heranças e Afinidades, na Fundação Bienal 
1986 - São José dos Campos SP - Mostra, na Galeria Entreartes
1992 - São José dos Campos SP - Mostra, na Galeria Volpi
1996 - São José dos Campos SP - Mostra, na Galeria Volpi
1997 - São José dos Campos SP - Expressionismo Figurativo, na Prefeitura Municipal